# 류재형
류재형(柳才馨, 1977년 9월 24일 ~ )은 대한민국의 전 바둑 기사이다. 아버지 류해진은 바둑 기고가 및 바둑 전문 강사이다.

## 약력
1993년에 입단하였으며 1995년 3단으로 승단했다. 1997년 명인전 본선과 1998년 유공배 명인전, 국수전 본선에 진출했다. 1999년 제4회 LG정유배와 제30기 명인전, 제4기 천원전, 제34기 패왕전 본선에 올랐다. 2000년 5회 박카스배 천원전에서 이세돌에게 패배하여 준우승을 차지했고 2001년과 2002년 13~14기 기성전에서 2년 연속 본선에 진출했다. 2005년 제7회 농심신라면배 한국대표로 선발되었고 준우승 수훈의 기여를 했다.
2007년 제3회 원익배 십단전 본선에 올랐고, 2008년 8단을 거쳐 2010년 4월에 9단으로 승단하였다. 2009년 부인 석현진 씨와 결혼했으며, 2011년 3회 BC카드배 월드 바둑 챔피언십에 본선 32강과 제16기 GS칼텍스배 본선 8강, 제7기 원익배 십단전 본선에 각각 진출했다. 2019년 7월, 프로바둑 기사직에서 은퇴했다.